# 米岡誠一 よろず屋サンデー
米岡誠一 よろず屋サンデー（よねおかせいいち よろずやサンデー）は2008年4月より2012年3月までRKB毎日放送（RKBラジオ）で放送されていた日曜午後のワイド番組である。

## 放送時間
- 日曜日 12:00～17:00(JST。2008年4月～2010年3月）
- 日曜日 11:30～17:00(JST。2010年4月～2011年3月）
- 日曜日 12:00～17:30(JST。2011年4月～2011年9月）
- 日曜日 12;00～17:00(JST。2011年10月～放送終了)

ただし、RKBエキサイトホークス放送時は短縮された。また、2011年3月27日の放送は11:30～17:25(JST)と約6時間の放送となった。

## パーソナリティ
- 米岡誠一
- 山本真理子

## コーナー

### 放送終了時点のコーナー
- 米岡越前のお白州へいらっしゃい！（番組中随時）…リスナーからの悩みやすっきりしたいことを、米岡扮する「米岡越前上只酒（よねおか えちぜんのかみ ただざけ）」が裁く。
- 誠一流・ニュース乱れ打ち（12:15頃～）…米岡が1週間のニュースについてコメントする。
- いつもあなたを応援したい～ザ・ピンチーズがやって来た！（12:25頃～）…「ザ・ピンチーズ（中村美由紀・麦田陽子）」がエリア内でリポートをする。
- 燃える！投稿！！　お題発表（12:50頃～）…リスナー参加の大喜利コーナー
- クイズ！時報でアタック！（13:00以降の時報明け）…応募したリスナーにクイズを出題し正解すると現金3000円をプレゼント。不正解だと現金はキャリーオーバー
- サロン・ド・真理子（13:05頃～）…山本が1週間の出来事をブログ風に紹介する。
- 燃える！投稿！！　投稿ネタ発表（13:50頃～）
- よろず屋アカデミー（14:20頃～）…あらゆるうんちくを米岡扮する「米岡教授」が紹介する。
- よろず屋ミュージック・ボックス（15:05頃～）…今話題のアーティストや季節に合った曲を数曲紹介する。
- キッチン誠ちゃん（16:10頃～）…リスナーからレシピを募集し、米岡が紹介する。「赤のれん・よねおか」の後身のコーナー。

### 過去に放送されたコーナー
- 麦ちゃんのよろず屋日曜劇場
- よろず屋・ズバッとクイズ…応募したリスナーにクイズを出題し正解すると現金5000円をプレゼントする。
- よねまりのどっちがいいの？…番組最初に1つのテーマに米岡、山本がそれぞれコメントする、リスナーからのメッセージテーマでもある。
- よろず屋・ザ・ワールド…一つの国を取り上げ、いろいろな角度からその国を紹介する。
- よろず屋エンディング・クイズ…番組終了直前にクイズを出題。
- よろず屋・ザ・ジャパン…あらゆる角度から日本を取り上げる
- ラジオ角打「赤のれん・よねおか」…リスナーから酒の肴（レシピ）を募集し、米岡が紹介する。